# Лууп, Амор
Амор Лууп (эст. Amor Luup; 18 февраля 1992, Курессааре) — эстонский футболист, опорный полузащитник.

## Биография
Воспитанник клуба «Курессааре». В основной команде своего клуба дебютировал 15 июня 2008 года в матче первой лиги Эстонии против «Флоры-2», заменив на 82-й минуте Микка Раявера, и через минуту после выхода на замену забил свой первый гол. В высшем дивизионе сыграл первый матч 14 марта 2009 года против «Транса», заменив в перерыве Пелле Похлака. Первый гол в элите забил 14 мая 2011 года в ворота «Таммеки». Всего в составе клуба провёл 13 сезонов, сыграв 219 матчей и забив 16 голов во всех лигах чемпионата Эстонии, из них 130 матчей и 4 гола — в высшем дивизионе. Победитель Эсилийги Б (третий дивизион) 2016 года. Также выступал за резервные команды клуба, а часть сезона 2010 года провёл в первой лиге в составе «Флоры» (Раквере), бывшей тогда фарм-клубом «Курессааре».
Сыграл 2 матча за юношескую сборную Эстонии (до 17 лет).
В мае 2021 года приговорён к одному году и трем месяцам тюрьмы условно с испытательным сроком в два года за изнасилование одной женщины и избиение другой в двух независимых эпизодах.